# Nellikerod
Slægten Nellikerod (Geum) er udbredt i Europa, Nordasien og Nord- og Sydamerika. Det er stauder med rosetstillede grundblade. Blomsterne bæres endestillet på bladbærende stængler. Her beskrives kun de arter, der er vildtvoksende, eller som bliver dyrket i Danmark.
| Beskrevne arter |

- Russisk nellikerod (Geum aleppicum)
- Chiloënellikerod (Geum chiloense)
- Rød nellikerod (Geum coccineum)
- Nellikerodhybrid (Geum x heldreichii)
- Magellannellikerod (Geum magellanicum)
- Bjergnellikerod (Geum montanum)
- Engnellikerod (Geum rivale)
- Treblomstret nellikerod (Geum triflorum)
- Febernellikerod (Geum urbanum)

| Andre arter |

- Geum borisii
- Geum calthifolium
- Geum canadense
- Geum ciliatum
- Geum fragarioides
- Geum geniculatum
- Geum intermedium
- Geum jankae
- Geum japonicum
- Geum longifolium
- Geum macrophyllum
- Geum molle
- Geum oregonense
- Geum peckii
- Geum pentapetalum
- Geum perincisum
- Geum quellyon
- Geum radiatum
- Geum rossii
- Geum rupestre
- Geum strictum
- Geum ternatum
- Geum vernum[1]